# 궤도 회로
궤도회로(軌道回路, 영어: track circuit)는 선로의 레일을 전기회로의 일부분으로 사용하여 선로 위를 달리는 열차를 검지하는 회로와 레일을 전송로로 삼아 지상에서 열차 위로 정보를 전달하는 회로를 말한다.  철도 신호에서 널리 쓰이고 있는 장치 중 하나이다.

## 역사
1869년에 미국인 윌리엄 로빈슨(William Robinson)에 의해 발명이 되었다.  처음 발명될 당시에는 개전로식(Open Circuit System, 開電路式)이었으나 1872년부터 폐전로식(Closed Circuit System, 閉電路式)으로 개량되어 오늘에 이르고 있다.

## 원리

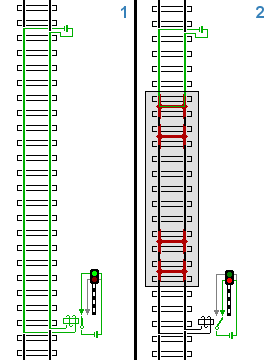
1번 그림처럼 열차가 레일 위에 없을 때는 신호기에 진행신호(녹색)가 현시되지만, 2번 그림처럼 열차가 레일 위에 있으면 신호기에 정지신호(적색)가 현시된다.

열차가 달리는 레일을 일정한 길이로 나누어 그 양쪽 레일 이음매를 전기가 통하지 않도록 한 뒤 한 쪽 끝에는 전원을, 다른 끝에는 궤도 계전기를 접속시킨다.  열차가 레일 위에 없을 때에는 궤도 계전기가 작동하나 그 구간에 열차가 들어오면 레일 사이가 차바퀴에 의해 단락되어 궤도 계전기가 작동하지 않게 된다.  이를 통하여 열차가 그 구간에 있다는 것을 검지할 수 있다.  이를 이용하여 신호기, 선로전환기, 연동장치 등 신호 기기를 직접 또는 간접으로 제어할 수 있다.

## 궤도 회로의 종별
사용 전원과 회로 구성 방법 및 궤조 절연 방법 등에 따라 다음과 같이 분류할 수 있다.

### 사용전원에 의한 분류
- 직류 궤도 회로(DC track circuit)

직류 전원을 이용한 궤도 회로이다.  전원 장치는 정전에 대비하여 부동식 충전 방식을 사용하며, 궤도 계전기는 직류 궤도 계전기를 사용한다.  교류 전원의 확보가 어려운 지역에서 많이 사용된다.
- 교류 궤도 회로(AC track circuit)

교류 전원의 무정전 확보가 가능한 지역인 비전철 구간이나 직류 전철 구간에서 많이 사용한다.
- 정류 궤도회로(Commutation Track Circuit)

교류를 정류한 맥류를 전원으로 사용하며 특별한 목적으로만 사용한다.
- 코드 궤도회로(Code Track Circuit)

궤도에 흐르는 신호정류를 소정 횟수의 코드(부호)수로 단속하고 이 코드 전류가 코드계전기를 동작시킨 다음 복조기를 통하여 정규의 코드수일 때에만 코드반응계전기를 동작시키는 궤도회로이다.
- AF 궤도회로(AF Track Circuit)

여기서 AF는 Audio Frequency를 줄인말로 이 궤도회로 장치는 사람의 귀로 들을 수 있는 16~20000[Hz]대의 가청주파수를 사용하여 열차가 200[km]이상 고속으로 주행할 때 전방열차와의 운행간격 및 제동거리를 차상으로 직접 전달하는 방식이다.

### 회로 구성방법에 의한 분류
- 개전로식 궤도회로(Normal Open System)

전기회로가 개방되어 계전기에 전류가 흐르지 않다가 열차가 궤도에 진입합으로써 차바퀴를 통하여 전류가 흘러 궤도계전기가 여자하도록 되어 있는 방식이다.  안전도가 떨어지기 때문에 잘 사용하지 않는다.
- 폐전로식 궤도회로(Normal Close System)

폐회로로 구성되어 평상시에도 계전기가 전류가 흐르며, 열차가 궤도에 진입하면 차바퀴에 의하여 단락되어 계전기가 무여자하도록 되어 있는 방식이다.

### 궤조절연 유무 및 설치방법에 의한 분류
- 유절연 궤도회로

궤도회로의 경계지점에 궤도회로 전류를 차단할 수 있는 궤조절연을 설치하여 궤도회로의 경계를 구분하는 궤도회로 방식이다. 궤도의 한쪽만을 절연하는 단궤조식 궤도회로(Single Rail Insulation Type Track Circuit)와 양쪽 궤도를 절연하는 복궤조식 궤도회로(Double Rail Insulation Type Track Circuit)로 나눈다.
- 무절연 궤도회로

궤조절연을 사용하지 않고 직접 레일에 주파수를 흘려 궤도 임계점에서 상호 주파수에 대한 공진회로를 이용하는 방식이다.

### 궤도회로의 제어계전기 조사에 의한 분류
- 2위식 궤도회로

궤도회로 구간내의 열차의 유무만 조사하는 방식이다.
- 3위식 궤도회로

궤도회로 구간의 열차 유무 조사 및 전방의 궤도회로에 대해서도 열차의 유무를 조사하는 방식이다.

## 구성 기기
종류에 따라 차이가 있으나 크게 다음과 같이 구성되어 있다.
- 전원장치(Power Supply Equipment)

각 궤도 회로의 송신단에 설치된다.
- 한류 장치(Current Limiting Equipment)

열차의 바퀴에 의하여 궤도 회로의 전원을 단락하였을 때 전원 장치에 과전류가 흐르는 것을 제한하거나(직류 궤도 회로) 2원형 궤도 계전기의 회전 역률의 위상 조정(교류 궤도 회로)이 주된 역할이다.
- 궤조 절연(Insulation Rail Joint)

인접 궤도 회로와 전기적으로 절연하는 것을 목적으로 한다.
- 레일 본드(Rail Bond)

레일 이음매 부분의 전기 저항을 적게 하려는 것이 목적이다.
- 점퍼선 (Jumper Wire)

궤도 회로의 어느 한 곳으로부터 떨어진 동일 극성의 다른 레일 상호간을 접속시키는 전선을 말한다.

## 참고 문헌
- 대한민국 철도청. 2004. 철도신호용어편람. 철도청(74쪽)
- 박재영, 홍원식, 전병록. 2007. 철도신호공학.  서울:동일출판사(129쪽 ~ 185쪽) (ISBN 89-381-0510-5)
- 김영태. 2003. 신호제어시스템. 서울:테크미디어(34쪽 ~ 54쪽) (ISBN 89-89911-27-3)
- 한국철도기술연구원. 2007. 과학기술로 달리는 철도. 서울:화남출판사(116쪽 ~ 118쪽) (ISBN 978-89-88265-08-6)